# القمع السياسي في الاتحاد السوفيتي

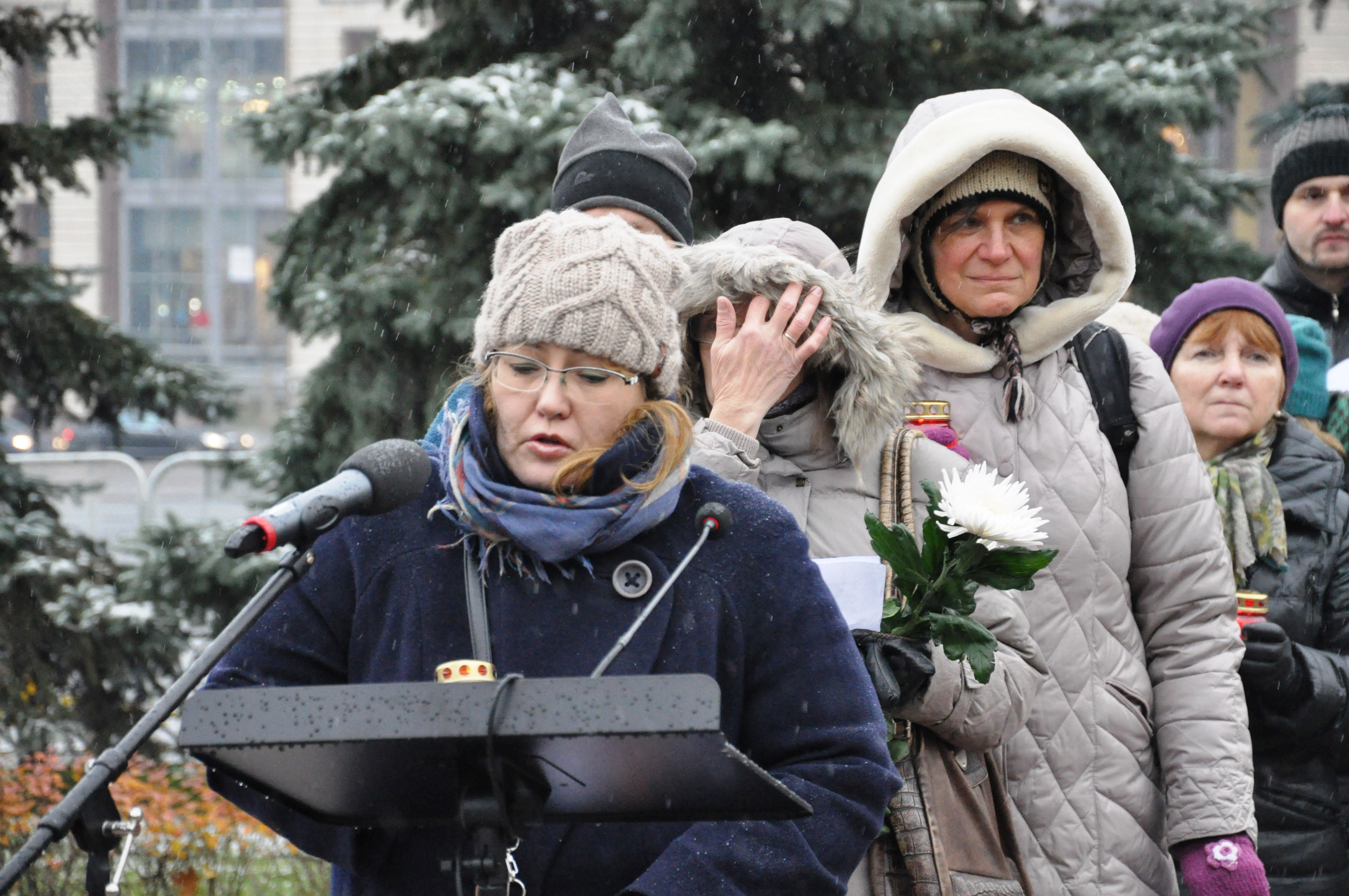
عودة الأسماء

عبر تاريخ الاتحاد السوفييتي، عانى الملايين من الناس من القمع السياسي، الذي استُخدم كأداة بين يدي الدولة منذ الثورة البلشفية. بلغت سياسة القمع ذروتها خلال عهد ستالين، ثم تناقصت فيما بعد، لكنها استمرت خلال فترة «ذوبان خروتشوف»، ثم تلاها اضطهاد متزايد للمنشقين السوفييت خلال عصر الركود، ولم تزول حتى وقت متأخر من حكم ميخائيل غورباتشوف وذلك وفقًا لسياساته مثل الغلاسنوست والبيريسترويكا.

## المنشأ وفترات الاتحاد السوفييتي الأولى
تمتلك الشرطة السرية تاريخًا طويلًا في روسيا القيصرية. استخدم إيفان الرهيب في البداية فترة الأوبريتشينا، في حين أنه في الآونة الأخيرة استخدم القسم الثالث في المستشارية وأوخرانا.
في وقت مبكر، وفرت النظرة اللينينية لصراع الطبقات الاجتماعية وما نتج عنه من فكرة ديكتاتورية البروليتاريا الأساس النظري لسياسة القمع. وقد أضفي الطابع الرسمي على أساسه القانوني في المادة 58 من قانون جمهورية روسيا الاتحادية الاشتراكية السوفييتية وقوانين مماثلة للجمهوريات السوفييتية الأخرى.
في بعض الأحيان، أطلق على المقموعين لقب أعداء الشعب. شملت العقوبات التي فرضتها الدولة عمليات الإعدام الموجز وإرسال الأبرياء إلى الجولاج وإعادة التوطين القسري وتجريد المواطنين من حقوقهم في التصويت. طُبقت سياسة القمع على يد منظمة تشيكا وخليفاتها، بالإضافة إلى أجهزة الدولة الأخرى. تشمل فترات القمع المتزايد الإرهاب الأحمر والتنظيم الجماعي والتطهير الكبير ومؤامرة الأطباء وغيرها. ارتكبت قوات الشرطة السرية مذابح سجناء المفوضية الشعبية للشؤون الداخلية في مناسبات عديدة. استمرت سياسة القمع في الجمهوريات السوفييتية وفي الأراضي التي احتلها الجيش السوفييتي خلال الحرب العالمية الثانية، بما في ذلك دول البلطيق وأوروبا الشرقية.
أدى القمع الحكومي إلى ظهور حركات مقاومة مثل تمرد تامبوف (1920-1921) وتمرد كرونشتات (1921) وانتفاضة فوركوتا (1953)؛ قمعت السلطات السوفييتية هذه الحركات باستخدام قوة عسكرية ساحقة. أثناء تمرد تامبوف، يُقال أن ميخائيل توخاتشيفسكي (كبير قادة الجيش الأحمر في المنطقة) قد أذن للقوات العسكرية البلشفية باستخدام الأسلحة الكيميائية ضد قرى السكان المدنيين والمتمردين (وفقًا لروايات بعض الشهود: لم تستخدم الأسلحة الكيميائية قط). كثيرًا ما كان يتم أخذ المواطنين في تلك القرى كرهائن ويعدمون إذا لم يستسلم مقاتلو المقاومة.

## الإرهاب الأحمر
اعتُبر الإرهاب الأحمر في روسيا السوفييتية حملةً من الاعتقالات والإعدام الجماعي التي نفذتها الحكومة البلشفية. تم الإعلان الرسمي عن الإرهاب الأحمر في 2 سبتمبر من عام 1918 من قِبَل ياكوف سفيردلوف وانتهى في حوالي أكتوبر من عام 1918. ومع ذلك، طبَّق سيرجي ميلجونوف هذا المصطلح على سياسة القمع طوال فترة الحرب الأهلية الروسية، 1918-1922. تبلغ تقديرات العدد الإجمالي للأشخاص الذين أعدموا خلال المرحلة الأولى من الإرهاب الأحمر حوالي 10,000 شخص، مع ما يقرب من 28,000 شخص ممن تم إعدامهم سنويًا بين ديسمبر عام 1917 وفبراير عام 1922. تتراوح تقديرات العدد الإجمالي للمفقودين خلال تلك الفترة بين 100,00 حتى 200,000 شخص.

## التنظيم الجماعي
اعتُبر التنظيم الجماعي في الاتحاد السوفييتي بمثابة سياسة قائمة بحد ذاتها تم تطبيقها بين عامي 1928 و1933 بهدف توحيد الأراضي الفردية والعمل في الزراعة الجماعية (بالروسية: колхо́з، ومزارع الكولخوز، جمعها كولخوزي). كان زعماء الاتحاد السوفييتي على ثقة من أن استبدال مزارع الفلاحين الفردية بالكولخوزي من شأنه أن يؤدي على الفور إلى زيادة الإمدادات الغذائية لسكان المدن وتوفير المواد الخام لخدمة القطاع الصناعي وزيادة الصادرات الزراعية بشكل عام. وعلى هذا، فقد تم النظر إلى التحصيل الجماعي باعتباره الحل لأزمة التوزيع الزراعي (وخاصة في عمليات تسليم الحبوب) التي تطورت منذ عام 1927 وأصبحت أكثر نموًا مع تقدم الاتحاد السوفييتي في برنامج التصنيع في المستقبل. وبما أن الفلاحين، باستثناء أفقرهم، قد قاوموا سياسة الجمع تلك، فقد لجأت الحكومة السوفييتية إلى تطبيق تدابير صارمة لإجبارهم على تطبيقها. في محادثته مع ونستون تشرشل، قدم ستالين تقديراته لعدد «الكولاك» الذين تم قمعهم بسبب مقاومتهم لسياسة التنظيم الجماعي بنحو 10 ملايين شخص، بما في ذلك أولئك الذين تم ترحيلهم بشكل قسري. قدَّر المؤرخون في العصر الحديث عدد القتلى الإجمالي بحوالي ستة إلى 13 مليون شخص.

## التطهير الكبير
يُعتبر التطهير الكبير (بالإنجليزية: The Great Purge) (بالروسية: Большая чистка، باللغة المنسوخة: بولشايا تشستكا) سلسلة من حملات القمع والاضطهاد السياسي في الاتحاد السوفييتي التي نظمها جوزيف ستالين في الفترة ما بين عامي 1937-1938. وقد شملت قمع الحزب الشيوعي والفلاحين وإبعاد الأقليات العرقية واضطهاد الأشخاص غير المنتسبين، واتسمت هذه الحملات بمراقبة واسعة النطاق من قِبَل الشرطة وانتشار الشكوك بوجود «المخربين» وحالات السجن وجرائم القتل. تتراوح تقديرات عدد الوفيات المرتبطة بالتطهير الكبير من 681,692 إلى ما يقرب من مليون شخص.

## جولاج
الجولاج (بالإنجليزية: The Gulag) هو فرع أمن الدولة يدير النظام الجنائي لمعسكرات الأشغال القسرية وما يرتبط بها من معسكرات اعتقال وترحيل وسجون. في حين تضم هذه المخيمات مجرمين من جميع الأنواع، فإن نظام جولاج أصبح معروفًا في المقام الأول كمكان للسجناء السياسيين وكآلية لقمع المعارضة السياسية للدولة السوفييتية. كتب المؤلف الروسي والسجين السابق ألكسندر سولجنيتسين على نطاق واسع عن الجولاج وتاريخه في سلسلة كتبه المعنونة «أرخبيل جولاج».

## عصر ما بعد ستالين
بعد وفاة ستالين، تم الحدّ من سياسات قمع المعارضة واتخذت أشكالًا جديدة خاصة بها. أدين المنتقدون الداخليون للنظام بتهمة التحريض ضد السوفييت أو مناهضة السوفييت أو «الطفيليات الاجتماعية». وقد وُصف آخرون بأنهم مرضى عقليون مصابين بالفصام وتم سجنهم في ما يُدعى بسيخوشكا، أي المستشفيات العقلية التي تستخدمها السلطات السوفييتية كسجون. أُرسِل عدد من المعارضين البارزين، من بينهم ألكسندر سولجينتسين وفلاديمير بوكوفسكي وأندريه ساخاروف، إلى المنفى داخل أو خارج البلاد.